# Гудя
Гудя (укр. Гудя), (венг. Gődényháza) — село в Королёвской поселковой общине Береговского района Закарпатской области Украины.
Население по переписи 2001 года составляло 592 человека. Почтовый индекс — 90344. Телефонный код — 03143. Занимает площадь 3578 км². Код КОАТУУ — 2121285002.